# Luther. Ein kirchliches Festspiel

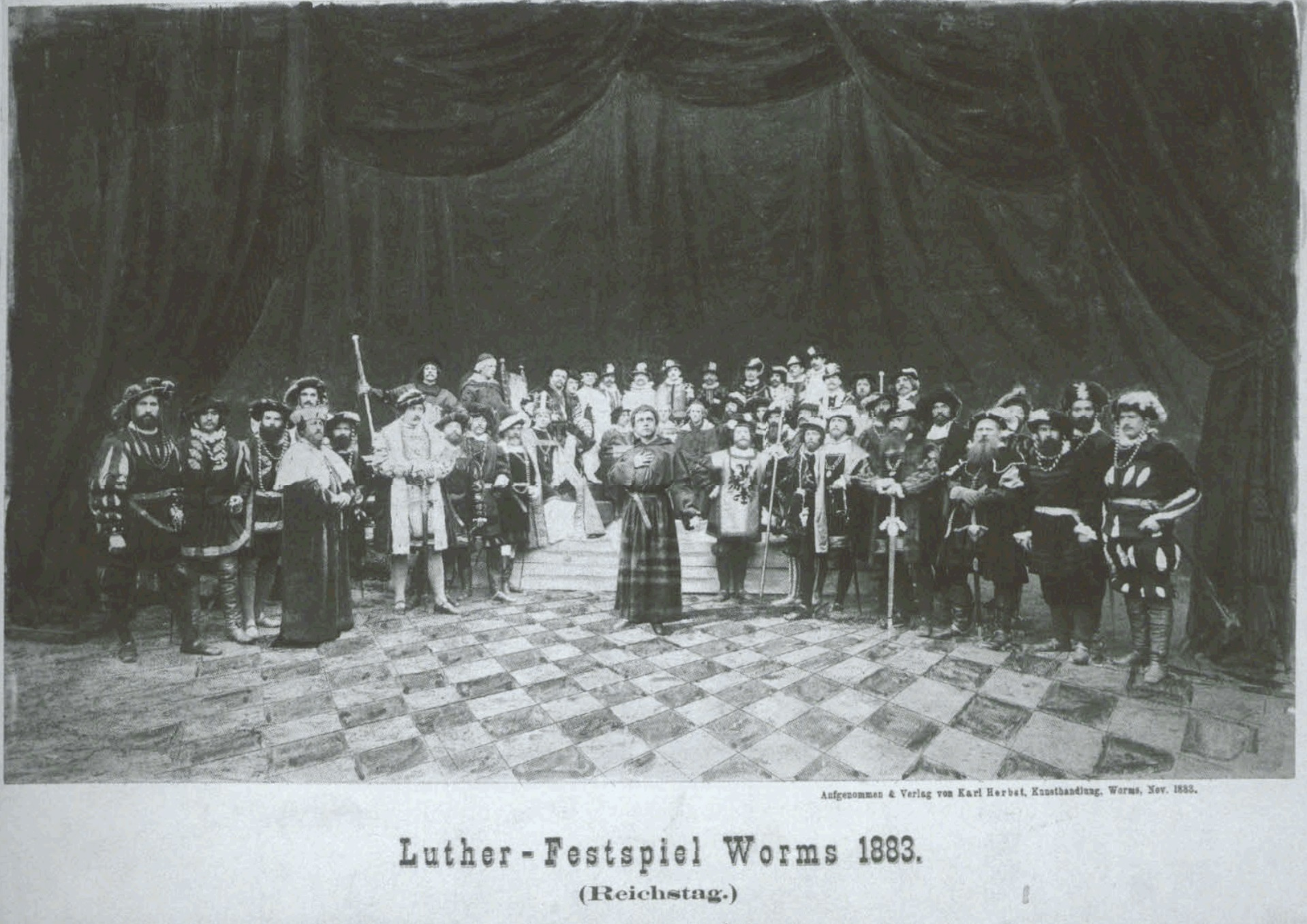
Lutherfestspiel Worms 1883, Reichstagsszene, mit August Bassermann als Luther

Luther. Ein kirchliches Festspiel ist ein Theaterstück von Hans Herrig von 1883. Es wurde anlässlich der Feierlichkeiten zum 400. Geburtstag des Reformators verfasst.

## Geschichte
Friedrich Schoen schlug dem Komitee zur Vorbereitung der Feierlichkeiten in Worms zum 400. Geburtstag von Martin Luther vor, zusätzlich zu dem vorgesehenen Festprogramm mit Gottesdienst und Festreden ein Schauspiel über den Reformator aufzuführen.
Er gewann dafür den Berliner Dramatiker Hans Herrig, der sein Werk dann auch Friedrich Schoen widmete.
Die erste Aufführung fand am 18. November 1883 in der Dreifaltigkeitskirche in Worms statt und hinterließ einen nachhaltigen Eindruck beim Publikum.  Die Hauptrolle spielte August Bassermann, alle anderen Schauspieler waren Laien.
Danach wurde das Stück in den nächsten Jahren erfolgreich in vielen deutschen Städten aufgeführt. 1911 erschien die 28. Auflage der Buchfassung.

## Inhalt
Das Festspiel ist durchgehend in meist paarreimenden „neuhochdeutschen Knittelversen“ verfasst.
Dargestellt werden Szenen aus dem Leben von Martin Luther, allerdings in Form des Volkstheaters der Renaissancezeit, ohne eine größere dramaturgische Entwicklung der Handlung und ohne ausführlichere theologische Erörterungen. Dabei führen ein Ratsherr und ein Herold mit erklärenden Worten durch das Stück. Luther wird anfangs in seinem Zweifel an Gottes Gnade, später als Überwinder und Glaubensheld dargestellt.
Bei einigen Aufführungen gab es eine musikalische Begleitung, die meist auch pathetische Elemente enthielt.

## Aufführungen (Auswahl)
- 11. November 1883 Worms, Dreifaltigkeitskirche, Erstaufführung, mit August Bassermann, acht weitere Vorstellungen, auch besucht vom Großherzog und seiner Familie
- 1884 Berlin[5]
- 1885 Torgau, fünf Aufführungen
- Mai 1886 Erfurt, Leitung Alexander Heßler[6]
- 11. Juni 1886 Berlin, wahrscheinlich Philharmonie, Leitung Alexander Heßler[7][8]
- Oktober 1886 Wittenberg, vier Vorstellungen[9]
- Mai 1888 Dresden, Leitung Oberregisseur Richard Kafka[10]
- 1889 Köln, Leitung Alexander Heßler[11]
- 1894 Grimma[12]
- 1899 Arnstadt
- 1926 Koblenz, letzte bekannte Aufführung

## Ausgaben
- Luther. Ein kirchliches Festspiel zur Feier des 400jährigen Geburtstags Martin Luthers in Worms gedichtet von Hans Herrig, Friedrich Luckhardt, Berlin 1883, Erstausgabe[13]

- Luther. Ein kirchliches Festspiel zur Feier des 400jährigen Geburtstags Martin Luthers in Worms, Friedrich Luckhardt, Berlin 1885 Digitalisat Digitalisat
- 26. Auflage, Herrig Erben, Charlottenburg 1906
- 28. Auflage, Herrig Erben, Charlottenburg 1911, Taschenbuch
- (…) mit einer Ergänzung von 1887. Neudruck der 12. Auflage, Arnstadt 2014